# Conversations in the Dark
Conversations in the Dark è un singolo del cantante statunitense John Legend, pubblicato nel 2020 ed estratto dal suo settimo album in studio Bigger Love.

## Tracce
Download digitale
1. Conversations in the Dark – 3:57
2. Conversations in the Dark (John Legend vs. David Guetta) – 3:30

Download digitale - John Legend x Lindsey Stirling: The Violin Remixes
1. Conversations in the Dark (Violin Remix) – 3:42
2. All of Me (Violin Remix) – 4:38